# Damariscotta
Damariscotta es un lugar designado por el censo ubicado en el condado de Lincoln en el estado estadounidense de Maine. En el Censo de 2010 tenía una población de 1.142 habitantes y una densidad poblacional de 106,68 personas por km².

## Geografía
Damariscotta se encuentra ubicado en las coordenadas 44°1′2″N 69°31′13″O / 44.01722, -69.52028. Según la Oficina del Censo de los Estados Unidos, Damariscotta tiene una superficie total de 10.7 km², de la cual 8.94 km² corresponden a tierra firme y (16.45%) 1.76 km² es agua.

## Demografía
Según el censo de 2010, había 1.142 personas residiendo en Damariscotta. La densidad de población era de 106,68 hab./km². De los 1.142 habitantes, Damariscotta estaba compuesto por el 97.46% blancos, el 0.53% eran afroamericanos, el 0% eran amerindios, el 0.88% eran asiáticos, el 0% eran isleños del Pacífico, el 0.44% eran de otras razas y el 0.7% pertenecían a dos o más razas. Del total de la población el 1.05% eran hispanos o latinos de cualquier raza.